# Patrick Cothias
Patrick Cothias (Parigi, 31 dicembre 1948) è un fumettista francese.

## Biografia
Fra il 1974 e il 2006 lavora per la casa editrice Éditions Vaillant pubblicati su Pif e fa la sceneggiatura di varie serie di fumetti tra cui Sandberg père et fils. Dal 1983 al 1991 produce la sceneggiatura del ciclo Le 7 vies de l'Épercier disegnato da André Juillard per la casa editrice francese Glénat.
Nel 1995 vince il premio Alph-Art du meilleur scénario al Festival international de la bande dessinée d'Angoulême per la sceneggiatura del fumetto Le Lièvre de Mars (t2) pubblicato dalla casa editrice Glénat.
Fra il 1996 e il 1997 realizza gli album del ciclo Cinjis Qan con i disegni di Griffo pubblicati da Glénat (casa editrice).

## Opere

### Fumetti
In Italia sono stati pubblicati i volumi:
Ciclo: Le 7 vite dello Sparviero Le 7 vies de l'Épercier
- Vol. 1 – La morte bianca - La Blanche morte (1983)
- Vol. 2 - Il tempo dei cani - Le Temps des chiens (1984)
- Vol. 3 - L'albero della cuccagna - L'Arbre de mai (1986)
- Vol. 4 - Hironimus - Hyronimus (1988)

pubblicati in Italia nel Volume: Historica - Le 7 vite dello Sparviero -  Enrico IV, (Mondadori 2013), ISBN 9788877599063
- Vol. 5 – Il signore degli uccelli - Le Maître des oiseaux (1989)
- Vol. 6 – La parte del diavolo - La Part du diable (1990)
- Vol. 7 – Il segno del Condor - La Marque du condor (1991)

pubblicati in Italia nel Volume: Historica - Le 7 vite dello Sparviero -  Luigi XIII, (Mondadori 2013), ISBN 9788877599094
Ciclo: Gengis Khan Cinjis Qan
- L'eterno cielo blu (L'Éternel ciel bleu, 1996)
- L'ombra dei conquistatori ( L'ombre des conquérants, 1996)
- La collera di lupo blu ( La colère du loup bleu, 1997)

pubblicati in Italia nel Volume: Historica - Gengis Khan -  Il giovane Temujin, (Mondadori 2013) ISBN 9788877599100
Ciclo: Piuma al vento
- La pazza e l'assassino
- Falco tonante
- Il bel tenebroso
- Né dio, né demonio

pubblicati in Italia nel Volume: Historica - Piuma al vento, (Mondadori 2013) ISBN 9788877599131